# Redline Verlag
Der Redline Verlag (kurz Redline, Eigenschreibweise REDLINE) ist ein deutscher Buchverlag mit Sitz in München. Er entstand 2002 unter dem Dach des Süddeutschen Verlags und gehört seit dem Jahr 2007 zur Münchner Verlagsgruppe. Diese ist seit 2017 eine Tochtergesellschaft des schwedischen Medienkonzerns Bonnier.

## Geschichte
Ende der 1990er Jahre restrukturierte der Süddeutsche Verlag sein Geschäft. Neben der Süddeutschen Zeitung etablierte das Unternehmen ein zweites Standbein im Bereich der Fachinformation. Hierfür wurde der Hüthig Verlag integriert und zusätzlich der Ueberreuter Wirtschaftsverlag übernommen. In der Folge entschied man sich, für die Wirtschaftsthemen der beiden Imprints Moderne Industrie und Carl Ueberreuter eine gemeinsame Marke und Struktur zu schaffen. So entstand 2002 Redline Wirtschaft unter der Leitung von Jürgen Diessl.
2007 kaufte der Münchner Verleger Christian Jund die Buchverlage der Süddeutschen Zeitung. Dadurch kam auch der Redline Verlag unter das Dach der Münchner Verlagsgruppe, deren Geschichte auf den FinanzBuch Verlag zurückgeht. Im Anschluss wurde der Name Redline Verlag eingeführt und das Programm kontinuierlich erweitert. Redline gilt als Beispiel für die erfolgreiche Konsolidierung der Buchbranche in den 2000er Jahren.

## Programm
Das lieferbare Programm des Verlags umfasst etwa 400 Bücher von über 300 Autoren. Das thematische Spektrum von Redline erstreckt sich unter anderem auf die Bereiche Unternehmensführung, Digitalisierung, Marketing, Beruf und Karriere sowie Politik und Gesellschaft.